# José Bogalheiro
José Bogalheiro (Covilhã, 4 de Março de 1950) é um professor, investigador e produtor de cinema português.

## Biografia
Professor Jubilado do Departamento de Cinema da Escola Superior de Teatro e Cinema, instituição onde, desde 1981, exerceu também várias funções em órgãos de gestão, nomeadamente, como vogal da Comissão Instaladora e como Director do Departamento de Cinema.
É investigador integrado do CIAC – Centro de Investigação em Artes e Comunicação (Universidade do Algarve/ESTC).
Formado em Psicologia pelo ISPA, fez o curso da Escola de Cinema do Conservatório Nacional de Lisboa.
Na actividade profissional no cinema exerceu várias funções com destaque para as de Produtor cinematográfico na Trópico Filmes.
É autor do livro Empatia e Alteridade - a figuração cinematográfica como jogo, que apresenta a sua tese de Doutoramento em Psicologia, na área de especialização de Psicanálise, realizada no ISPA - Instituto Universitário de Ciências Psicológicas, Sociais e da Vida.

## Filmografia como produtor
- 1992 - Nuvem - Realizado por Ana Luísa Guimarães
- 1989 - O Sangue - Realizado por Pedro Costa
- 1986 - Uma Rapariga no Verão - Realizado por Vítor Gonçalves

## Ligações Externas
- José Bogalheiro no IMDB
- Cinema Português/Cronologia